# Conophytum albiflorum
Conophytum albiflorum là một loài thực vật có hoa trong họ Phiên hạnh. Loài này được (Rawe) S.A.Hammer mô tả khoa học đầu tiên năm 1993.